# Jacob Arnout Bloys van Treslong
Jacob Arnout Bastingius Bloys van Treslong (Steenbergen, 10 maart 1756 - Maarsseveen, 26 maart 1825) was een Nederlands marineofficier.

## Levensloop
Bloys van Treslong werd op 10 maart 1756 geboren in Steenbergen en nam na zijn studie in Leiden in 1774 dienst bij de marine. Als luitenant-ter-zee vocht hij in 1781 onder Johan Zoutman mee in de Slag bij de Doggersbank, waarvoor hij als ereteken twee schouderstukken ontving. In 1789 werd hij kapitein onder de Admiraliteit van het Noorderkwartier, waar hij tussen 1794 en 1795 kapitein van de Enkhuizen was. Tijdens de Slag bij Kamperduin (1797) was hij aan boord van de Brutus, die onder bevel stond van Johan Arnold Bloys van Treslong, waar hij gewond raakte aan zijn voet door dezelfde kogel die de arm van Johan Arnold verbrijzelde. In 1802 werd hij bevorderd tot schout-bij-nacht en in 1807 tot ridder in de Orde van de Unie geslagen. Hij was hoofdingeland van Rijnland en later secretaris-generaal op het Departement van Marine. In 1815 werd Bloys van Treslong wegens zijn verdiensten voor het vaderland bij koninklijk besluit in de Nederlandse adelstand verheven. Hij is op 26 maart 1825 kinderloos overleden in Maarsseveen.